# Masacre de Waterloo Creek

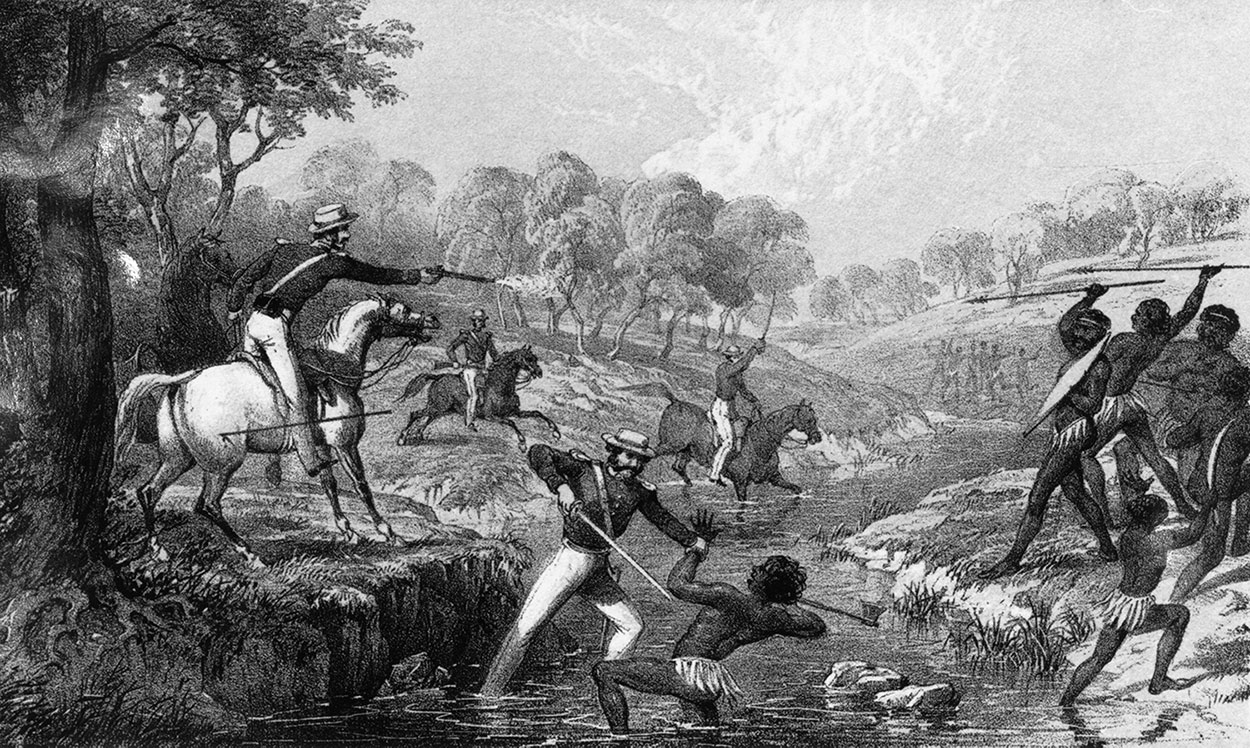
La pintura 'Policía Montada y Negros' muestra la matanza de aborígenes en Slaughterhouse Creek por parte de tropas británicas.

La Masacre de Waterloo Creek, también conocida como la Masacre de Slaughterhouse Creek se refiere a un enfrentamiento entre la policía montada y aborígenes australianos en enero de 1838.  Los eventos que transcurrieron ese entonces han sido objeto de muchas controversias debido a los conflictivos reportes de lo que sucedió y el número específico de muertes. La interpretación de los eventos en Waterloo Creek se volvió parte de un continuo debate público en Australia a finales de los años 1990 conocido como History wars (guerras de historia).

## Los eventos
Los eventos tuvieron lugar al final de una expedición de dos meses realizada por un destacamento enviado desde Sídney para encontrar a los namoi, weraerai y kamilaroi que habían matado a cinco vaqueros en incidentes separados cuando realizaban sus labores pastorales en territorio recientemente adquirido en la parte superior del río Gwydir en Nueva Gales del Sur. La policía montada, que conssitía de dos sargentos y veinte oficiales liderados por el Mayor James Nunn, arrestaron a 15 aborígenes a lo largo del río Namoi, pero finalmente dejaron ir a todos menos dos, uno de los cuales fue disparado mientras trataba de escapar. El grupo principal de kamilaroi eludió a los policías, por lo que el grupo del Mayor Nunn, junto a dos vaqueros, persiguieron a los kamilaroi por tres semanas desde la actual Manilla en el río Namoi hacia el norte en la parte superior del río Gwydir. En la mañana del 26 de enero en un ataque sorpersa contra el grupo de Nunn, el cabo Hannan fue herido en la pierna con una lanza y como represalia los policías mataron a tiros a cinco aborígenes.  Los aborígenes se escaparon río abajo y los británicos se reagruparon, rearmaron y los persiguieron liderados por el segundo al mando, el Teniente George Cobban. El grupo de Cobban encontró su cantera a unos dos kilómetros bajando el arroyo Waterloo (en inglés, Waterloo Creek), en donde tuvo lugar un segundo enfrentamiento. El enfrentamiento duró varias horas y ningún aborigen fue capturado. Fue en este segundo enfrentamiento que los detalles tienden a contrastar substancialmente. Se llevó a cabo una investigación el 22 de julio de 1839 en el Juzgado de Merton (Nueva Gales del Sur).  No se condenó a nadie y el tema fue abandonado. Los únicos relatos de testigos oculares sobre este segundo encuentro fueron los otorgados a la investigación judicial por parte del Teniente Cobban y el Sargento John Lee.

## Declaraciones de los testigos
El Teniente Cobban dijo que había cabalgado a la parte de atrás del grupo y encontró un caché grande de armas de aborígenes entre los arbustos y lo confiscó. Cuando regresó al río, admitió haber visto dos aborígenes ser disparados mientras trataban de escapar y creyó que como máximo tres o cuatro aborígenes habían muerto en el conflicto.
El Sargento John Lee se encontraba con el destacamento principal de la policía montada que persiguió a los aborígenes hasta el río. El alegó que entre cuarenta y cincuenta aborígenes fueron matados de mal manera.

## Opiniones diferentes de historiadores
En tiempos más recientes, los historiadores han llegado a conclusiones diferentes en cuanto al lugar del enfrentamiento y el número de muertes.
El historiador RHW Reece concluyó que el lugar fue en la unión de Slaughterhouse Creek y el río Gwydir, y que sesenta o setenta aborígenes habían sido matados.
El historiador militar Peter Stanley dice que por lo menos cincuenta aborígenes murieron.
El historiador Lyndall Ryan considera que la estimación del Sargento Lee de entre 40 y 50 muertes es la más probable.
Keith Windschuttle está en desacuerdo con la idea de que las muertes en Waterloo Creek hayan sido más de tres o cuatro aborígenes, además de justificar los eventos como una acción policial legítima.